# LaFee

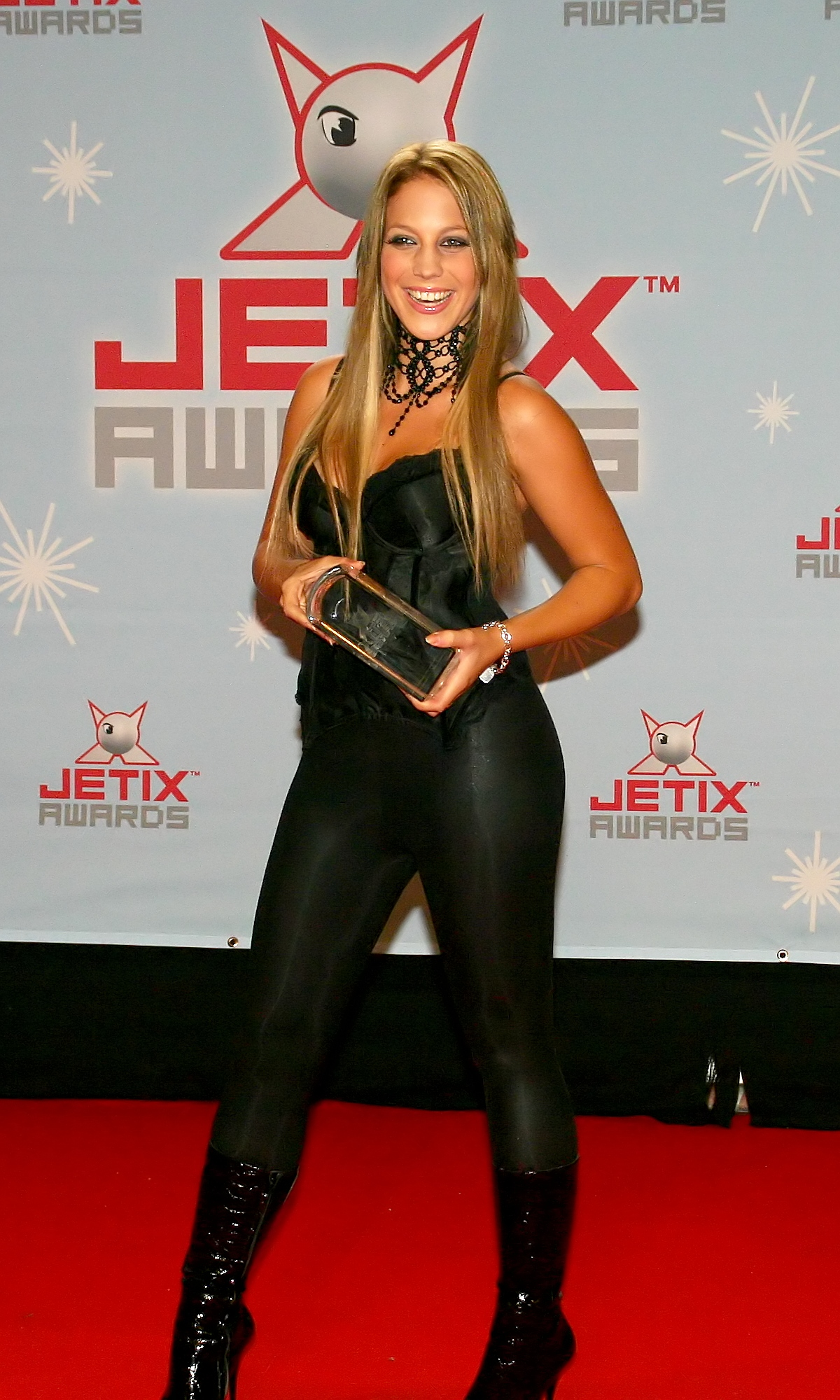
LaFee em 2008.

Christina Klein, mais conhecida por LaFee (n. 9 de dezembro de 1990), é uma cantora e compositora alemã.

## Discografia

### Álbuns de estúdio
| Ano                                                                                | Álbum | Paradas | Paradas | Paradas | Paradas | Certificações                                                |
| Ano                                                                                | Álbum | ALE     | AUT     | SUI     | FR      | Certificações                                                |
| ---------------------------------------------------------------------------------- | --- | ------- | ------- | ------- | ------- | ------------------------------------------------------------ |
| 2006                                                                               | LaFee - Lançado: 22 junho de 2006 - Gravadora: Capitol Records (#0094635787429) - Formatos: CD, download digital              | 1       | 1       | 19      | —       | - ALE: Platina - AUT: Platina - SUI: Ouro - Vendas: +450.000 |
| 2007                                                                               | Jetzt erst recht - Lançado: 6 de julho de 2007 - Gravadora: Capitol Records (#5099950050222) - Formatos: CD, download digital | 1       | 1       | 14      | 79      | - ALE: Platina - AUT: Ouro - Vendas: +270.000                |
| 2008                                                                               | Shut Up - Lançado: 27 de junho de 2008 - Gravadora: Capitol Records (#5099922711922) - Formatos: CD, download digital         | 21      | 31      | —       | —       |                                                              |
| 2009                                                                               | Ring frei - Lançado: 2 de janeiro de 2009 - Gravadora: Capitol Records (#5099924358927) - Formatos: CD, download digital      | 6       | 5       | 21      | 185     | - AUT: Ouro - Vendas: +112.000                               |
| 2011                                                                               | Frei - Lançado: 19 de agosto de 2011 - Gravadora: Capitol Records - Formatos: CD, download digital                            | 14      | 21      | 34      | —       |                                                              |
| "—" indica um título que não entrou na parada ou não foi lançado nesse território. | |         |         |         |         |                                                              |

### Compilações
- Best Of - LaFee (2009)

### DVD's
- Secret Live (2006)
- Erst Recht Mit VIVA (2007)
- Wer Bin Ich - Ein ungeschminktes Märchen (2007)

### Singles
- Virus (2006)
- Prinzesschen (2006)
- Was Ist Das (2006)
- Mitternacht (2006)
- Heul Doch (2007)
- Beweg Dein Arsch (2007)
- Wer Bin Ich (2007)
- Shut Up (2008)
- Ring Frei (2008)
- Scheiss Liebe (2009)
- Der Regen Fällt (2009)
- Ich Bin (2011)
- Leben wir jetzt (2011)
- Zeig Dich! (2012)

## Tours
- Das Erste Mal Tour (2006)
- Lass Mich Frei Tour (2007)
- Jetzt Erst Recht Tour (2007)
- Birthday Tour (2008)
- Ring Frei Tour (2009)

## Membros da banda
- LaFee (vocalista)
- Ricky Garcia (guitarra)
- Goran Vujic (baixo)
- Klaus Hochhäuser (teclados)
- Tamon Nüssner (bateria)

### Ex-membros da banda
- Omar Ibrahim (baixo)